# Jaroslav Stránský
Jaroslav Stránský (ur. 6 czerwca 1899 w Nymburku) – czechosłowacki hokeista, olimpijczyk.
W latach 1922–1933 (z przerwą w sezonach 1924/1925 i 1926/1927) występował w klubie Slavia Praga.

## Występy na IO
| Rok  | Igrzyska Olimpijskie | Konkurencja     | Wyniki     |
| 1924 | Chamonix 1924        | hokej na lodzie | 5. miejsce |